# سفارت ترکیه در برلین
سفارت ترکیه در برلین (به آلمانی: Türkische Botschaft in Berlin) یک سفارت در آلمان است که در برلین واقع شده‌است.